# Johan Petit
Johan Petit (Borgerhout, 14 mei 1974) is een Belgisch acteur en cabaretier. Hij studeerde 'dramatische kunst' aan het RITCS.
Johan Petit is een van de drijvende krachten achter het theatergezelschap MartHa!tentatief. 
De voorstellingen van Petit focussen op de verteller die hij is; immer frontaal, dwars door de vierde wand, virtuoos schakelend tussen de verschillende vertelstandpunten.
Petit maakte onder vier voorstellingen waarin hij het personage "Klein Jowanneke" vertolkte. Wereldfaam op stedelijk niveau verwierf hij met de 'De Zoölogie', een verhalenshow over en in de Antwerpse Zoo. Andere belangrijke voorstellingen waren 'Lulletje', 'Blackbird/Ne merel op nen tak', 'De snoek van Sjestov' en 'Hoe te leven'.
In 2014 maakte hij  met Mourad Bekkour ’Nuff Said, een multicultureel podiumproject dat in vier delen werd uitgezonden op Canvas. In het jaar 2000 corona maakte hij de onlineshow 'de wereld staat stil', opnieuw een samenwerking van Nuff Said en MartHa!tentatief.

## Voorstellingen (selectie)
- 1997 Klein Jowanneke Ziet de Dinges Rondom Zich
- 1998 Ge moet niet persé ananas gegeten hebben om te weten DAT DAT ongelooflijk lekker is
- 2003 Klein Jowanneke is een Aardig Manneke
- 2004 Klein Jowanneke Zaaagt[4]
- 2007 Klein Jowanneke Gaat Dood[5]
- 2013 De Snoek van Sjestov
- 2014/2015 Hoe te leven (met Wim Helsen)[6]
- 2015 De goeie, de slechte en de lelijke[7]
- 2017 Ne merel in nen tak (met Tomas De Smet en Roel Poriau)